# Eurostadium
El Eurostadium fue un proyecto de estadio ubicado en Grimbergen, en las afueras de Bruselas (Bélgica). Había sido propuesto como sede de la Eurocopa 2020 y estaba previsto que después del torneo fuese el hogar de la selección de fútbol de Bélgica. Sin embargo, nunca llegó a construirse porque en 2018 se le denegó la licencia medioambiental.

## Historia
En 2013, el consejo municipal de Bruselas asumió un proyecto para construir un estadio de 60.000 espectadores que acogiese los partidos de la selección de fútbol de Bélgica, en sustitución del vetusto estadio Rey Balduino en Heysel. La nueva instalación estaría ubicada en Grimbergen, al norte de la capital, y durante meses se trabajó con el nombre provisional de Eurostadium. Un año más tarde, la Real Asociación Belga de Fútbol postuló a Bruselas como una de las sedes de la Eurocopa 2020, y la UEFA aprobó su propuesta para acoger tres partidos de la fase de grupos y uno de octavos de final.
El gobierno municipal concedió en 2015 la explotación de las obras al consorcio BAM/Ghelamco, que venía de erigir el Ghelamco Arena de Gante. Los promotores habían previsto que las obras comenzasen en 2016 y durasen tres años. No obstante, Grimbergen pertenecía a la región de Flandes y era necesario el permiso del gobierno flamenco, por lo que hubo retrasos mientras Ghelamco remitía el proyecto a todas las administraciones. Otro inconveniente fue la negativa del RSC Anderlecht a jugar allí cuando fuese inaugurado en 2019.
Finalmente, en enero de 2018 el ministerio de Medio Ambiente de Flandes denegó la licencia de construcción al Eurostadium por su impacto medioambiental, lo que supuso la cancelación del proyecto de estadio y la retirada de Bruselas como sede de la Eurocopa.